# ميفو هورون
ميفو هورون (بالعبرية: מְבוֹא חוֹרוֹן) (بالإنجليزية: Mevo Horon)‏ موشاف استيطاني إسرائيلية، أقيمت عام 1970 في شمال غرب الضفة الغربية على أراضي بيت نوبا، وعمواس ويالو، وتقع إداريًا ضمن اختصاص مجلس ماتي بنيامين الإقليمي. في عام 2018 كان عدد سكانها 2,650 مستوطنًا.

## الوضع القانوني
يعتبر المجتمع الدولي المستوطنات الإسرائيلية في الضفة الغربية غير قانونية بموجب القانون الدولي، لكن الحكومة الإسرائيلية تعارض ذلك.